# Флиндерс (река)
Флиндерс (англ. Flinders River) — самая длинная река австралийского штата Квинсленд.

## География
Исток реки Флиндерс находится на юго-западных склонах гор Грегори, являющихся частью Большого Водораздельного хребта, недалеко от города Каргун. Отсюда река вплоть до города Хьюэнден течёт в юго-западном направлении, после чего меняет течение на западное, протекая через город Ричмонд. Вблизи населённого пункта Максуэлтон во Флиндерс впадают два притока, один из которых река Стоэлл. После этого река меняет течение на северо-западное, впадая, в конце концов, в залив Карпентария через два рукава: второе известно под названием река Байно (англ. Bynoe River). Среди притоков наиболее крупными являются реки Клонкарри и Саксби.
Длина Флиндерса составляет 1004 км, по другим данным — 830 км, площадь бассейна — около 109 708 км².

## История и этимология
Река названа капитаном Джоном Стоуксом (англ. Captain John Stokes) в честь британского мореплавателя Мэтью Флиндерса (англ. Matthew Flinders). Долина реки была впервые заселена европейцами в 1864 году. В настоящее время в бассейне Флиндерса развито животноводство и пастбищное хозяйство.